# Kadetrinne

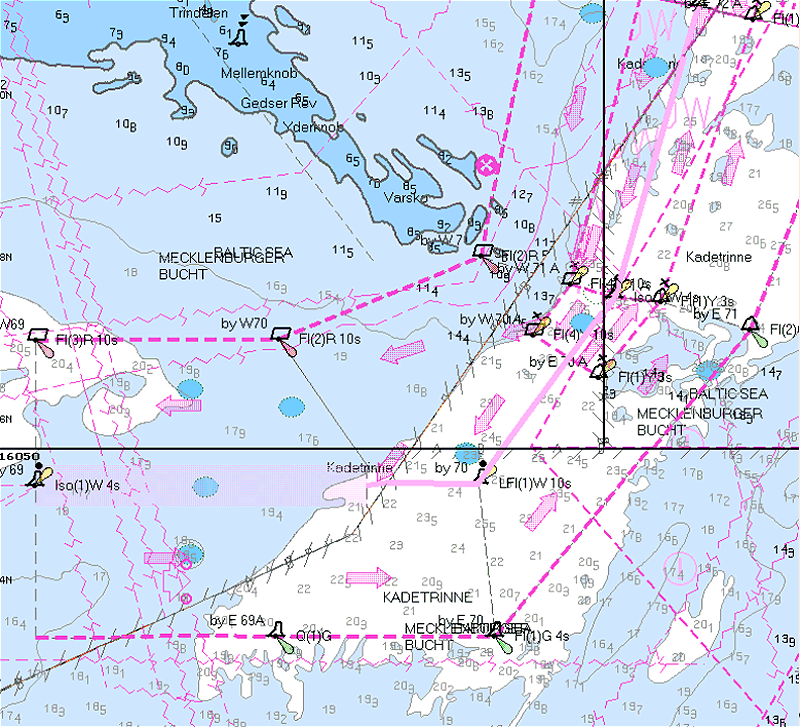
Anzeige einer elektronischen Seekarte der Kadetrinne

Die Kadetrinne (dänisch: Kadetrenden) ist ein Seegebiet nordöstlich der Mecklenburger Bucht der Ostsee zwischen der deutschen Halbinsel Fischland-Darß-Zingst und der dänischen Insel Falster, also nordöstlich von Rostock. In West-Ost-Richtung liegt sie zwischen Fehmarnbelt und Bornholm. Sie ist das schwierigste und gefährlichste Fahrwasser der Ostsee. Ein Teil der Kadetrinne liegt in Deutschlands Ausschließlicher Wirtschaftszone und ist als 100 km² große Kadetrinne (Naturschutzgebiet) ausgewiesen.

## Name
In diesem Seegebiet der Ostsee trug die Königlich Dänische Marine (dänisch »Kongelige Danske Marine«) früher eine als „Kadettenschießen“ (dänisch »Kadetrenden«) bezeichnete Seegefechtsübung aus.

## Bedeutung

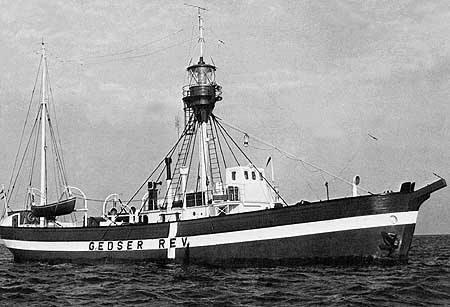
Feuerschiff Gedser Rev (1948)

Die Ostsee ist zwischen Mecklenburg und den dänischen Inseln sehr flach. In weiten Gebieten ist sie weniger als 20 m tief. Schiffe mit großem Tiefgang können hier nur in bestimmten, tieferen Fahrrinnen fahren. Die wichtigste ist die Kadetrinne. Die relativ steilwandige Rinne hat eine Länge von etwa 20 Seemeilen und ist 12 bis 28 m tief. Unter anderem wegen des Gedser Riffs verringert sich an der schmalsten Stelle der schiffbare Bereich (je nach Tiefgang des Schiffes) auf 500 bis 1000 Meter und erfordert gleichzeitig einen Kurswechsel von etwa 90°. Bis 1972 markierte das Feuerschiff Gedser Rev diese Stelle.
Die Kadetrinne ist einer der am stärksten befahrenen Seewege Europas: 2014 waren es ca. 55.000 Durchfahrten, 16 % davon waren Tankschiffe. Im Jahr 2006 waren etwa 9000 Durchfahrten Tankerpassagen, etwa 5100 in Westrichtung und 3900 in Ostrichtung. Die Zahl der Durchfahrten nahm dabei stark zu, was sich insbesondere durch vergrößerte Ölhäfen am Finnischen Meerbusen und die erhöhte Zahl russischer Öltanker erklärte – deren Anzahl hatte sich zwischen 1997 und 2006 vervierfacht. Im Jahr 2008 wurde mit 68.887 Schiffspassagen der Höhepunkt erreicht, damals lag der Anteil der Tankschiffe noch bei 11 %. Durch die Weltwirtschaftskrise ab 2007 ging die Zahl der Schiffspassagen auf 58.672 (2011) und 54.492 (2014) zurück.
Es gab Bestrebungen, durch eine Lotsenpflicht die Schiffssicherheit in der Kadetrinne zu erhöhen. Die Landesregierung von Schleswig-Holstein bezeichnete sie 2010 als „unverzichtbares und wohl kurzfristig einziges Mittel“, um Grundberührungen zu vermeiden. Die Kadetrinne liegt aber nach dem Seerechtsübereinkommen in internationalen Gewässern. Das einzige Gremium, das hier eine Lotsenpflicht anordnen könnte, ist die Internationale Seeschifffahrts-Organisation (IMO). Sie empfiehlt zwar die Aufnahme eines Lotsen ab einem Tiefgang von 13 m; eine Lotsenpflicht kann sie aber nur anordnen, wenn alle Anrainerstaaten zustimmen. Die Regierung der Russischen Föderation lehnte sie 2010 ab.
Im Jahr 2013 wurden drei Bomben, die man einige Jahre zuvor an einer der unfallträchtigsten Stellen gefunden und als gefährlich eingestuft hatte, von Deck eines im Zweiten Weltkrieg (1939–1945) versunkenen Schiffes geborgen und kontrolliert gesprengt.
Eine feste Rostock-Gedser-Querung, die die Kadetrinne überspannen würde, wurde als Alternative zur festen Fehmarnbelt-Querung vorgeschlagen, aber verworfen.

## Militärische Bedeutung
Insbesondere im Kalten Krieg hatte die Passage große militärische Bedeutung. Traditionell operierte die Sowjetische Marine von Basen in der Ostsee aus, von denen sie im Kriegsfall aus in die Nordsee vorstoßen wollte. Die Wiederbewaffnung Deutschlands und Dänemarks und effektiv die Schnellbootflottille versperrten diesen Weg und zwangen die Sowjetunion zum Aufbau der Nordflotte. Als ein Vermächtnis dieser Situation werden deutsche und dänische U-Boote immer noch so konzipiert, dass sie schon in 17 m Wassertiefe getaucht fahren können, um die flachste Stelle der Kadetrinne zu passieren, was sie weltweit nahezu einzigartig macht.

## Unfälle
- Willi Bänsch 1968
- Nikolaos P 2001
- Baltic Carrier 2001
- Johanna 2011
- Almeria 2013
- Maestro Diamond 2016
- Star of Sawara (IMO-Nummer 9384930) 2017[6]